# Maskinavdelning
Maskinavdelning var i allmänhet den del av järnvägsadministrationen, som det ålåg att omhänderha, underhålla och vårda järnvägens rullande materiel av olika slag samt därför erforderliga byggnader och verkstäder. Inom Statens Järnvägar handhades maskinavdelningens angelägenheter av ett flertal byråer. Vid distrikten, liksom vid de större enskilda järnvägarna, förestods maskinavdelningen av en maskindirektör. 